# Noah's Ark
『Noah’s Ark』（ノアズ・アーク）は、日本のシンガーソングライター・たなかが、ぼくのりりっくのぼうよみ名義で2017年1月25日にCONNECTONEから発売した2枚目のオリジナルアルバム。

## 内容
前作『hollow world』から約2年ぶりのオリジナルアルバム。
タイトルはノアの方舟を意味しており、今作は「音楽によって、現代にノアの方舟を再現すること」をコンセプトに救いをテーマに制作された。
完全生産限定盤と通常盤からなる、自身初の2形態で発売された。完全生産限定盤は漫画家の坂本眞一による描き下ろしイラストが掲載された、7インチEPサイズジャケット仕様で、同年春に敢行された『ぼくのりりっくのぼうよみTOUR 2017』のチケット先行抽選予約シリアルナンバーと、「Water boarding -Noah's Ark edition-」のハイレゾ音源によるお試しダウンロードクーポンが同梱された。

## 収録曲
1. Be Noble
作詞：ぼくのりりっくのぼうよみ
作曲：ササノマリイ、ぼくのりりっくのぼうよみ
映画「3月のライオン」前編主題歌。映画の主人公・桐山零と同世代であるぼくのりりっくのぼうよみが、主人公の必死に足掻き自分の居場所を求める姿に感動して書き下ろされた。また後にシングルカットされた。タイトルは直訳して「気高くあれ」の意味。
2. shadow
作詞：ぼくのりりっくのぼうよみ
作曲：にお、ぼくのりりっくのぼうよみ
3. 在り処
作詞：ぼくのりりっくのぼうよみ
作曲：雲のすみか、ぼくのりりっくのぼうよみ
4. 予告編
作詞：ぼくのりりっくのぼうよみ
作曲：DYES IWASAKI、Johngarabushi、ぼくのりりっくのぼうよみ
5. Water boarding -Noah's Ark edition-
作詞：ぼくのりりっくのぼうよみ
作曲：bermei.inazawa、ぼくのりりっくのぼうよみ
1st EP『ディストピア』収録曲のリアレンジバージョン。
6. Newspeak
作詞：ぼくのりりっくのぼうよみ
作曲：にお、ぼくのりりっくのぼうよみ
1st EP『ディストピア』収録曲。
7. noiseful world
作詞：ぼくのりりっくのぼうよみ
作曲：にお、ぼくのりりっくのぼうよみ
1st EP『ディストピア』収録曲。
8. liar
作詞：ぼくのりりっくのぼうよみ
作曲：雲のすみか、ぼくのりりっくのぼうよみ
9. Noah's Ark
作詞：ぼくのりりっくのぼうよみ
作曲：ELECTROCUTICA、ぼくのりりっくのぼうよみ
本作の表題曲。
10. after that
作詞：ぼくのりりっくのぼうよみ
作曲：Nicola Conte、ぼくのりりっくのぼうよみ
ホーンアレンジ：Gaetano Partipilo
3rd配信シングルの表題曲。

## 参加ミュージシャン
- ぼくのりりっくのぼうよみ：Vocal (全曲)

Additional Musicians
- Johngarabushi：Guitar (#4)
- gaQdan：Strings (#5)
  - 杉原佳恵：1st Violin
  - 立花舞：2nd Violin
  - 中田裕一：Viola
  - 佐藤明：Violoncello
- Pietro Lussu：Piano (#10)
- Luca Alemanno：Double Bass (#10)
- Dario Congedo：Drums (#10)
- Gaetano Partipilo：Alto Sax (#10)
- Mike Rubino：Baritone Sax (#10)
- Francesco Lomangino：Tenor Sax & Flute (#10)
- Andrea Sabatino：Trumpet (#10)
- Casare Pastanella：Percussions (#10)

## タイアップ
- 東宝配給系映画『3月のライオン』前編主題歌 (#1)
- NHK Eテレ 討論番組『新世代が解く!ニッポンのジレンマ』テーマソング (#6)